# Grabmale alter Helden
Grabmale alter Helden, auch Gräber gefallener Freiheitskrieger oder Grab des Arminius, ist ein zwischen April und August 1812 entstandenes Gemälde von Caspar David Friedrich. Das Bild in Öl auf Leinwand im Format 49,5 cm × 70,5 cm befindet sich in der Hamburger Kunsthalle.

## Bildbeschreibung
Das Gemälde zeigt den Eingang einer Höhle im Wald. Die aufstrebende zerklüftete Felswand geht in eine Bergwiese über. Rechts sind Lärchenzweige, die Reste eines vom Blitz getroffenen Baumes und abgeschnittene Fichtenstämme zu sehen. Im Sonnenlicht steht am Rand des Höhleneingangs ein Obelisk aus frisch behauenem Kalkstein. Die Front des Steins ziert ein Relief von Thanatos-Figuren, in Gestalt eines geflügelten Jünglings und einer umgestürzten Fackel, darüber gekreuzte Schwerter, ein Stern und an der Spitze die Buchstaben GAF. Der Sockel trägt die Inschrift EDLER JUINGLING, VATERLANDSRETTER. Der helle Stein bildet den Kontrast zum düsteren Höhleneingang. Dort stehen zwei goldbehelmte Männer, die als Chasseure (gemeint sind französische Soldaten, hier Jäger zu Fuß oder zu Pferd) interpretierbar sind; sie blicken auf die Frontseite eines großen Sarkophags. Auf der Höhe des Obelisken sind auf beiden Seiten des Bildes zwei Grabmäler aus dunklem Stein in strengen antiken Formen dargestellt. Auf dem Mittelfeld des linken Sarkophags ist zu lesen FRIEDE DEINER GRUFT RETTER IN NOT, auf dem Deckel steht DES EDEL GEFALLENEN FUIR FREIHEIT UND RECHT. F.A.K. Im Vordergrund und rechts über einem Holunderbusch sind Trümmer von weiteren Grabmalen zu entdecken. Das eingestürzte Grab vorn trägt den goldenen Schriftzug ARMINIUS. Eine Schlange in den Farben Rot und Blau kriecht über die Kante des eingestürzten Pfeilers.

## Bilddeutung

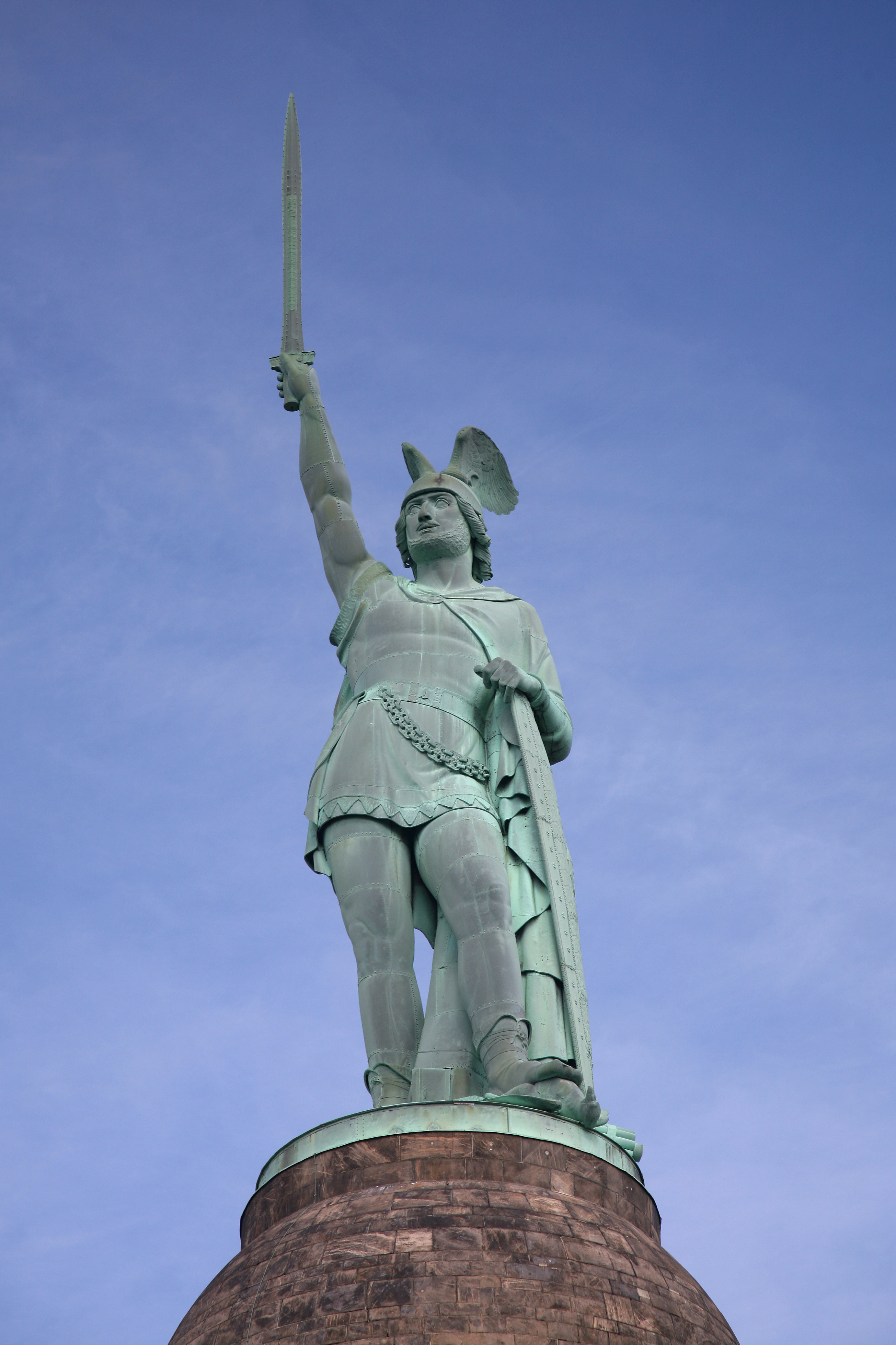
Das Detmolder Hermannsdenkmal zeigt den Cheruskerfürsten als Symbolfigur nationaler Identität

Das Gemälde erfährt hauptsächlich eine politische Deutung, die eine religiöse und naturmystische sowie die Interpretation als Denkmal-Landschaft einschließt. Es wird den Gedenk- und Gedächtnisbildern Friedrichs zugeordnet. Die Inschriften legen eine Heldenverehrung nahe und könnten sich auf einen Gefallenen beziehen. 
Die beiden französischen Soldaten und die Schlange in den Farben der Trikolore gelten als Statement gegen die Besetzung Europas durch die Truppen Napoleons. Bemerkenswerterweise stimmt das Erscheinungsbild der beiden behelmten Männer nicht mit der Angabe überein, es handele sich um napoleonische Chasseure; diese trugen keine Metallhelme, sondern Tschakos aus Filz. Überhaupt ähnelt der von Friedrich gemalte Helmtyp nur sehr entfernt einer der diversen Kopfbedeckungen zeitgenössischer französischer Truppen. Am ehesten gleicht er noch dem Messinghelm der Carabiniers (dieser besaß jedoch eine Helmraupe) oder jenem der Pariser Feuerwehrleute (Sapeurs-pompiers de Paris), dessen Raupe sich zur Brandbekämpfung abnehmen ließ. Die Frage, warum bei dem Gemälde in dieser Hinsicht Darstellung und Benennung auseinanderklaffen, ist nicht abschließend zu beantworten.
Das Arminius gewidmete, zerstörte Grabmal verweist auf Hermann den Cherusker-Fürsten, mit dem latinisierten Namen Arminius, der Sieger über die römischen Legionen im Jahr 9. n. Chr. und historische Symbolfigur für die Herausbildung eines deutschen Nationalbewusstseins. Helmut Börsch-Supan sieht ein Umschlagen der bei Friedrich zu findenden religiösen Symbole (Felsen für Festigkeit im Glauben, Fichten als Sinnbilder eines gläubigen Menschen etc.) in patriotische. Soldaten und Höhle könnten eine Anspielung auf die Grabeshöhle Christi und die bevorstehende Auferstehung sein. Weil Friedrich hier Geschichte in eine Landschaft stellt, meint Helmut R. Leppien, nicht Arminius vertreibe die Eindringliche, die Natur verschlinge sie. In der Rezeption des Bildes wurde auch versucht, den patriotischen Inhalt auf die erst 1813 beginnenden Freiheitskriege gegen Napoleon zu beziehen, was der verwendete Bildtitel Gräber gefallener Freiheitskrieger impliziert. Diese Versuche schließen sogar eine spätere Datierung ein.

### Denkmal-Landschaft

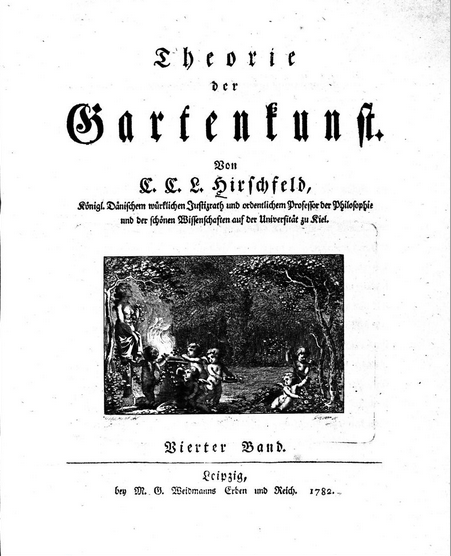
Hirschfelds Theorie der Gartenkunst

Hilmar Frank sieht das Bild als eine von Friedrichs Denkmal-Landschaften, die die Ästhetik des Landschaftsgartens mit dessen vaterländisch-geschichtlichen Aspekten voraussetzt.  Im Kapitel Ausstaffirung und Verzierung der Gartenanlagen durch die Werke der Baukunst rät der Autor bei der „harmonische Bewirkung der Kunst zur Verstärkung der Eindrücke der Natur“ zu „einer wilden Felshöhe kolossalischer Trümmer von einer Wohnung alter Helden“. Dies seien die „hin und wieder erscheinenden Spuren von der Gewalt und von der Schwäche der Zeit“. Wobei der Begriff „Wohnung“ den irdischen wie himmlischen Ort des Aufenthalts von Körper und Seele meint. Ein Referenztext für das Bild ist in den Empfehlungen für die „Scenen“ eines Begräbnisplatzes zu finden, die „einer großen malerischen Anordnung fähig“ sind.

„Die Lichter und Schatten fallen hier zwischen den dunklen Pflanzungen und den weißen Steinen der Grabmäler stärker, und können zu außerordentlichen und lebhaft überraschenden Wirkungen vertheilt werden. Das Ganze muß ein großes, ernstes, düsteres und feyerliches Gemälde darstellen, das nichts Schauderhaftes, nichts Schreckliches hat, aber doch die Einbildungskraft erschüttert, und zugleich das Herz in eine Bewegung von mitleidigen, zärtlichen und sanftmelancholischen Gefühlen versetzt.“

Hirschfeld sah die Zeit gekommen, statt in den fürstlichen Gärten „wiederholte Copien der Gottheiten des Alterthums“ aufzustellen, „einen Theil dieses Aufwandes den wahren Wohlthätern des menschlichen Geschlechts und den verdienstvollen Männern aus unserer eigenen Nation zu widmen!“ Friedrich hat zahlreiche Denkmalentwürfe angefertigt, die aber nur selten zur Ausführung kamen. So entstanden Denkmal-Landschaften in seinen Bildern.
Über ein solches Denkmal-Konzept schreibt der Maler in einem Brief an Ernst Moritz Arndt vom 12. März 1814:

„Hochgeschätzter Landsmann! Ihren lieben Brief und die dabei erfolgten Zeichnungen habe ich erhalten. Ich wundere mich keineswegs, daß keine Denkmäler errichtet werden, weder die, so die große Sache des Volkes bezeichnen, noch die hochherzigen Taten einzelner deutscher Männer. So lange wir Fürstenknechte bleiben, wird auch nie etwas Großes der Art geschehen. Wo das Volk keine Stimme hat, wird dem Volk auch nicht erlaubt, sich zu fühlen und zu ehren. Ich beschäftige mich jetzt mit einem Bilde, wo auf dem freien Platz einer erdachten Stadt ein Denkmal aufgerichtet steht. Dieses Denkmal wollte ich für den edlen Scharnhorst bestimmen und Sie bitten, eine Inschrift zu machen. Viel über zwanzig Worte dürfte aber diese Inschrift wohl nicht lang sein, weil es mir sonst an Platz fehlt. Ich erwarte von Ihrer Güte die Gewährung meiner Bitte. Ihr Landsmann Friedrich.“

### Die Abkürzungen
Werner Hofmann vermutet in den Inschriften die das Thema der Heldenverehrung abwandelnde zeitgeschichtlichen Bezüge. Die im Bild verwendeten Abkürzungen GAF und F.A.K. gaben in der Deutungsgeschichte des Bildes Anlass für fantasievolle Interpretationen. Meist werden hinter den Buchstaben die Namen Gefallener vermutet. Kurt Karl Eberlein und Fritz Nemitz bezogen F. und K. auf die erst 1814 bzw. 1813 in den Befreiungskriegen gegen Napoleon gefallenen Friedrich Friesen und Theodor Körner. Werner Sumowski liest noch 1970 „F.H.K.“ als Friesen, Hartmann, Körner. Jens Christian Jensen verwirft die Annahme von verschlüsselten Eigennamen und denkt an Devisen, wie man sie in akademischen Kreisen damals gern und oft verwendet hat.  Die Kenntnis davon, „wie oft die edlen Jünglinge des Alterthums von den Statuen ihrer berühmten Vorfahren begeistert wurden …,“ von den „Statuen der Helden, der Gesetzgeber, der Erretter und Aufklärer des Vaterlandes“ sollte die Inschrift so übersetzen:
Gib acht! Freund EDLER JUINGLING/ VATERLANDS-RETTER
„Gib acht! Freund“ galt in der Zeit des Sturm und Drang als Redewendung im Sinne von Johann Wolfgang Goethes Gedichtzeile „Gib acht! es wird dir allerlei begegnen …“
Da die in den Denkmalen verkörperte „Tugend, nicht blos an die Zeitgenossen, sondern auch an die Nachkommenschaft gerichtet“ sei, würde die zweite Inschrift so vervollständigt:
DES EDEL GEFALLENEN FUIR FREIHEIT UND RECHT: Für alle Kommenden
Dies wäre die Verwendung der alttestamentlichen Formel „Für alle kommenden [Generationen]“ (Gen 9,12–13 ).

### Die Anregung

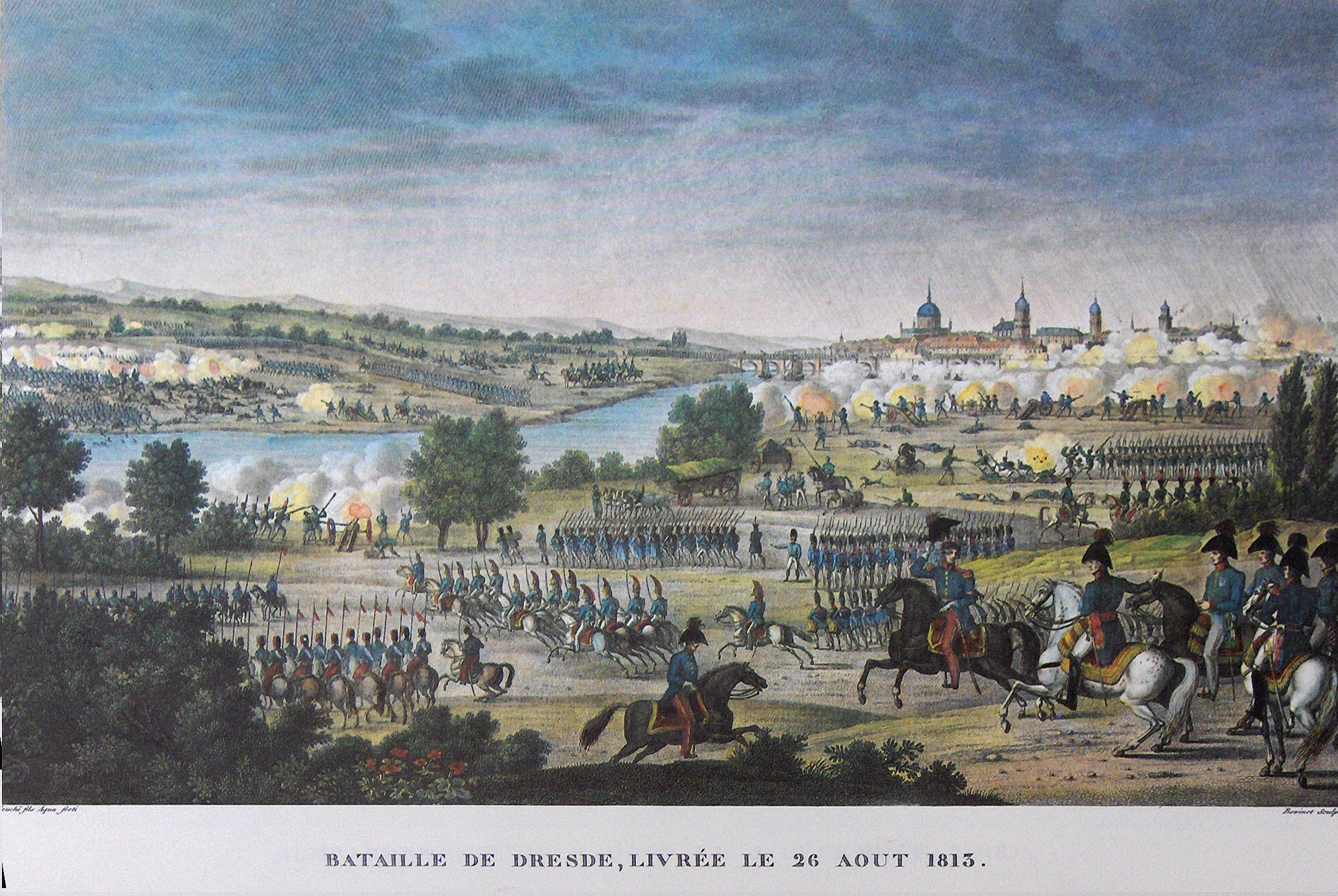
Napoleon in Dresden

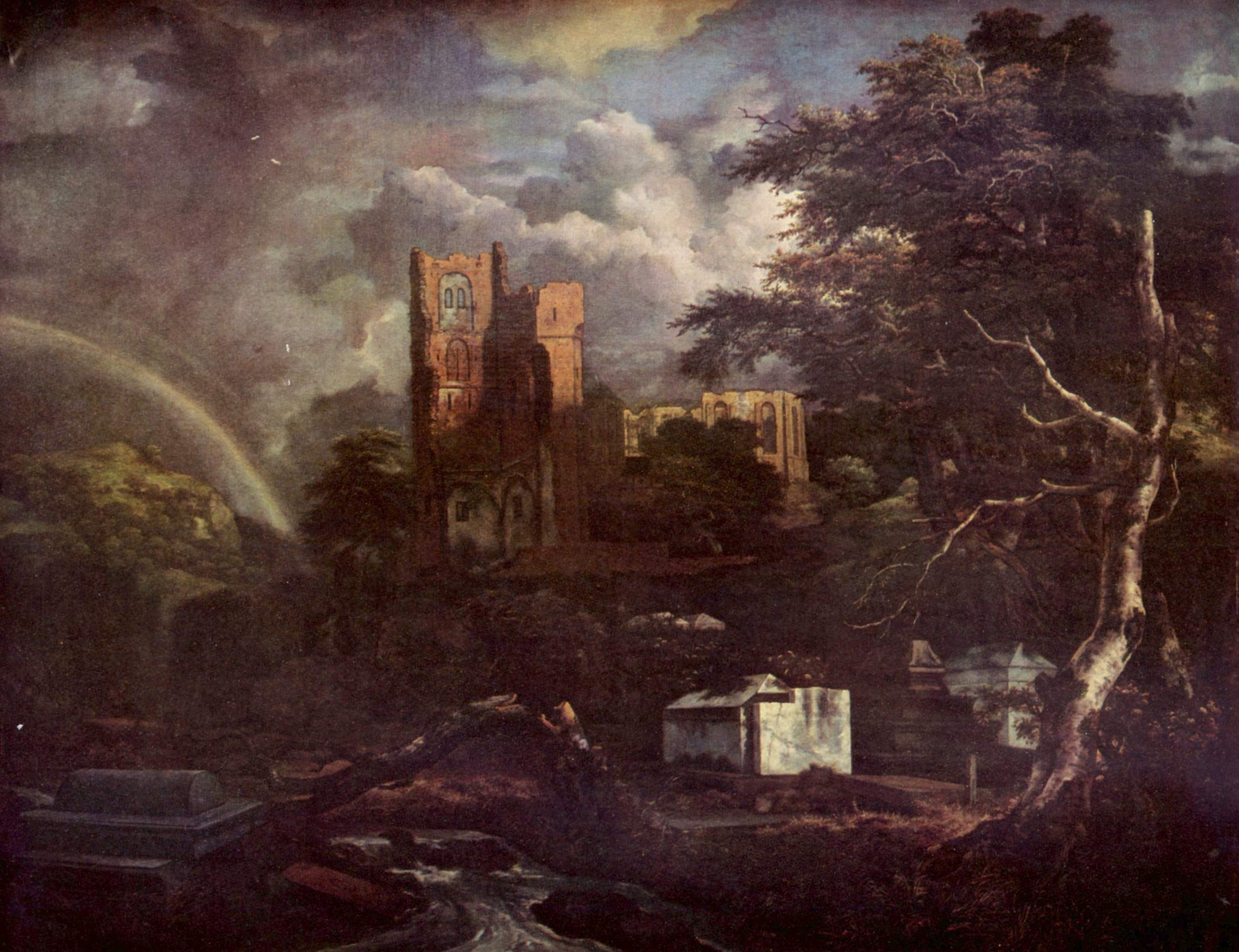
Jacob Isaaksz. van Ruisdael: Der Judenfriedhof, 1660

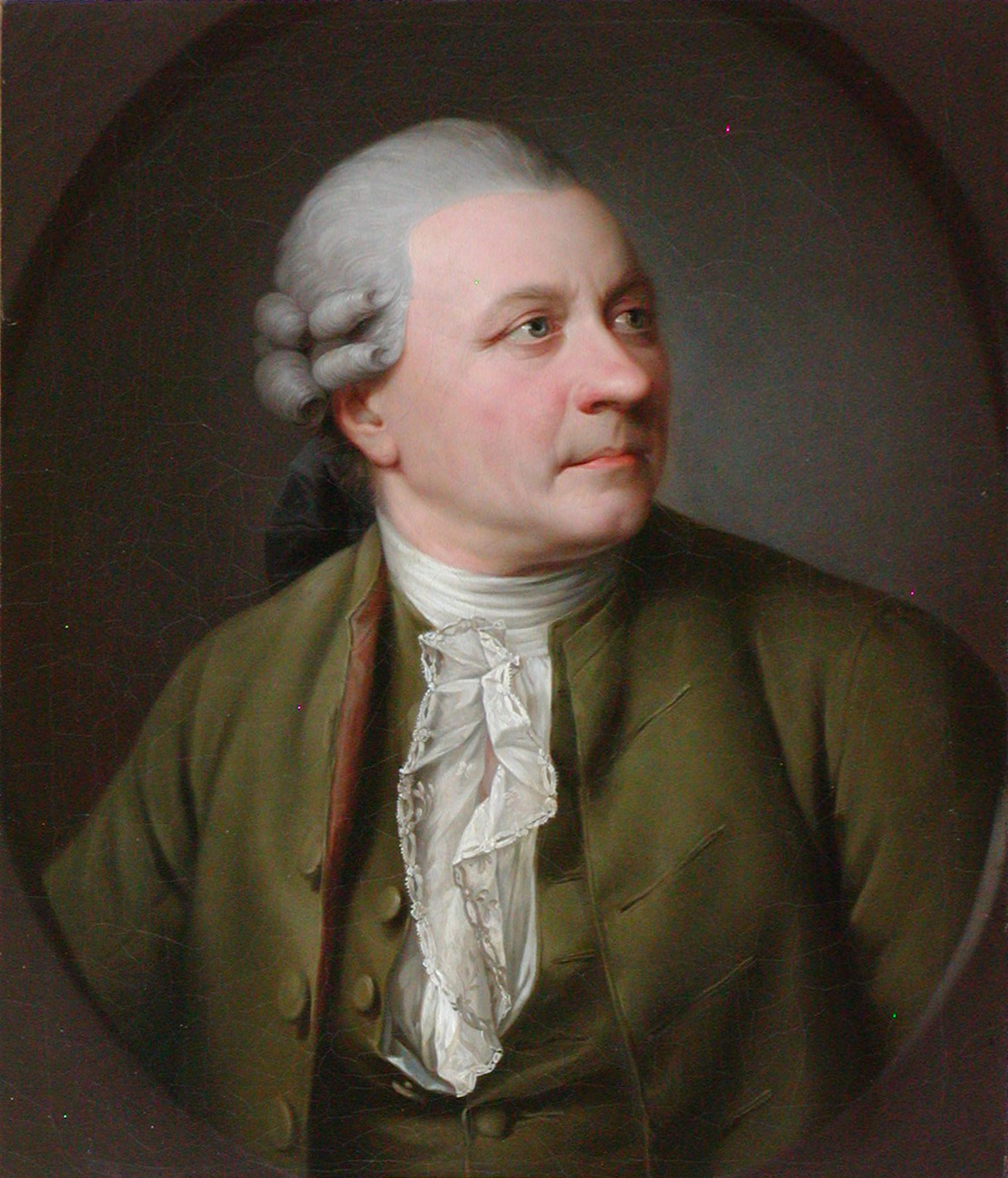
Friedrich Gottlieb Klopstock

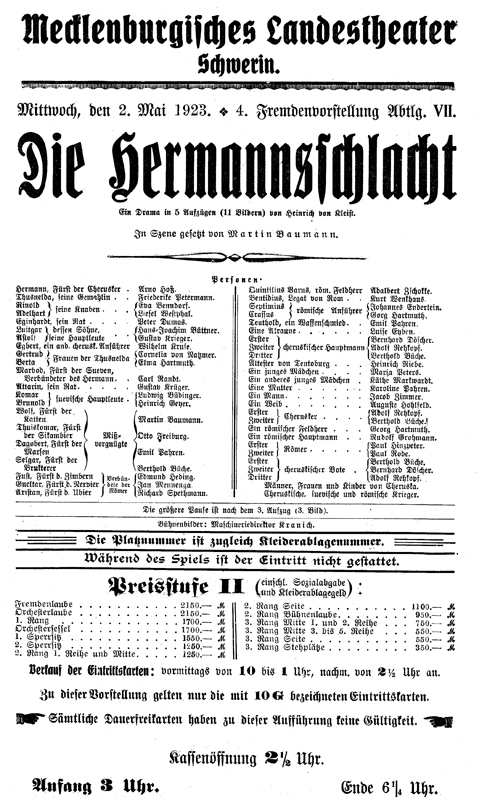
Die Hermannsschlacht, Theaterzettel von 1923

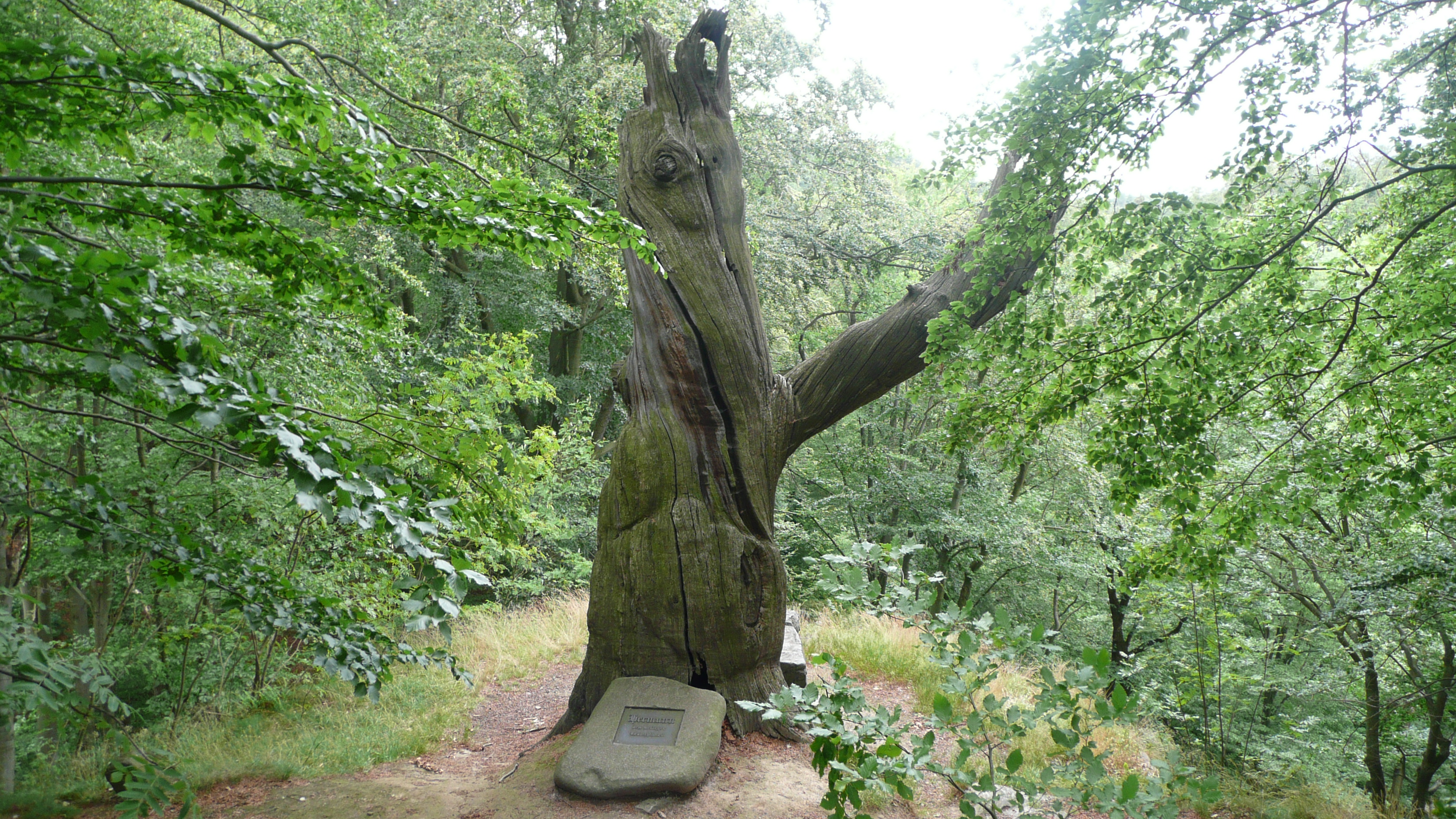
Hermannseiche im Seifersdorfer Tal

Die Interieurlandschaft erinnert in der Kunstgeschichte an das um 1655 entstandene Gemälde Der Judenfriedhof von Jacob van Ruisdael in der Dresdner Gemäldegalerie, das Friedrich kannte. Ruisdaels Grabmäler aus weißem Marmor, schwarze Sarkophage und Ruinen in einer düsteren Berglandschaft erlauben deutliche Parallelen zu den Grabmalen alter Helden. Auch die Denkmalgrotten Salomon Gessners werden für einen Vergleich herangezogen. Was das Arminius-Motiv betrifft, vermutete bereits 1911 Andreas Aubert den Einfluss von Heinrich von Kleists Die Hermannsschlacht. Das Drama entstand zwar bereits 1808 nach der preußischen Niederlage gegen Frankreich, wurde aber erst 1821 veröffentlicht. Überliefert ist jedoch, dass Kleist dem Maler in seinem Dresdner Atelier aus dem Drama vorgelesen habe. Allerdings rezitierten in Friedrichs Jugend die Schüler begeistert Friedrich Gottlieb Klopstocks Hermanns Schlacht von 1769. Hermann und seine Schlacht boten sich als Zentralelemente eines nationalen Mythos an. Der moderne Nationalismus erscheint zu Beginn des 19. Jahrhunderts ohne die Hermann-Trilogie kaum denkbar. Auf dem Burgberg über dem Seifersdorfer Tal, in dem sich Friedrich mehrfach aufhielt, steht eine „Hermannseiche“ und ein 1758 errichtetes hünengrabähnliches steinernes Denkmal mit der Inschrift „Dem Befreyer Teutschlands gewidmet“.

### Friedrich und die Franzosen
1812 befand sich die Grande Armée auf dem Russlandfeldzug. In der Zeit der französischen Besetzung gehörte Sachsen und damit Friedrichs Wahlheimat zu den besonders treuen Verbündeten Napoleons. Friedrich ging den Besatzern soweit es ging aus dem Weg, wohnte 1813 sogar einige Zeit in Krippen in der Sächsischen Schweiz.

„Ich habe schon länger als 14 Tage Dresden verlassen und lebe hier in einer sehr angenehmen Gegend. Der hiesige Aufenthalt könnte für mich sehr nützlich sein, wenn nicht die Ereignisse der Zeit mein Gemüth so ganz verstimmt hätten und mich unfähig machten etwas zu beginnen.“

Anfang 1812 begann mit dem Vorstoß französischer Truppen nach Vorpommern und Rügen die Besetzung von Friedrichs Heimat. Preußen, die Reichsbundfürsten und Österreich stellten ein Hilfscorps für den Feldzug in Russland. Am 29. Mai verließ Napoleon Dresden, am 24. Juni überschritt er die russische Grenze. In der Zeit der napoleonischen Kriege entwickelte der Maler einen kompromisslosen Franzosenhass, in dem er sich mit Autoren wie Ernst Moritz Arndt, Friedrich Ludwig Jahn und Heinrich von Kleist einig wusste. Er verurteilte sogar seinen Bruder Christian, weil der sich 1808 in Frankreich aufhielt.

„Vorgestern Abends spat erhielt ich deinen Brief und als ich gedruckt LYON auf der Aufschrift las und deine Hand erkannte, grollte es mich im Herzen und um mich nicht die ganze Nacht zu verderben, laß ich deinen Brief erst gestern. Du fühlest selbst, daß es nicht recht ist, daß du als Teutscher in Frankreich bist, und das tröstet mich noch einigermaßen; denn sonst würde ich ganz an deiner Teutschheit zweifeln. Indes grollt es mich so sehr, lieber guter Junge, daß ich dich bitten muß so lange du in Frankreich bist nicht mehr an mich zu schreiben; aber sobald du Frankreichs Grenze wieder überschritten und in einem anderen lande bist, so bitte ich dich dringend, lasse mich wissen, wo du bist und wie’s dir geht.“

Als Georg Friedrich Kersting im Frühjahr mit dem preußischen Heer gegen Napoleon in den Krieg zog, finanzierte Friedrich seinem Malerfreund die Ausrüstung und verschuldete sich für seine Verhältnisse hoch. Er selbst hielt sich für zu alt, um die Uniform anzuziehen. Auf ein Skizzenblatt vom 20. Juli 1813 schrieb er Rüstet Euch heute zum neuen Kampf Teutsche Männer: Heil Euren Waffen!

### Komposition und Malweise
Das Bild entstand sehr dünn gemalt alla prima. Die Linien im Fels haben ausgesprochen zeichnerischen Charakter. Das tiefe Grün des Buschwerks im Vordergrund geht in die Ockerfarbe des Felsens über, mit einer Trennlinie als typische Raumsperre zum Hintergrund. Der ungeordnete Charakter der Begräbnisstätte in der Natur gleicht einem Vexierbild, das sich dem Betrachter nur langsam suchend erschließt. Der Raum, der bei Friedrich zum ersten Mal ohne Himmel auskommt, wird von der Felswand dominiert, nimmt dem Bild die Tiefe. Das Hinführen auf den weit unten liegenden Höhleneingang komprimiert die Ausweglosigkeit der beiden Chasseure. Der helle Obelisk thront leuchtend über der Szene, bildet den Ausgangspunkt beim Lesen des Bildes, gibt den Bildsinn für alle weiteren Details vor.

## Skizzen und Studien
Die Zeichnung Felshöhle vom 26. Juni 1811 gilt als entscheidende Vorarbeit für das Ölbild. Wenngleich die Aquarell-Studie Felsenschlucht vom 27. Juni 1811 ebenso in Betracht kommen kann wie die schwer datierbare Sepia Harzhöhle (um 1811). In den Zeichnungen dargestellt ist eine Höhle im Kalksteinbruch im Hartenberg, die Friedrich zusammen mit dem Bildhauer Christian Gottlieb Kühn im Sommer 1811 während seiner Harzwanderung aufsuchte. Für den dürren Ast und Baumstumpf im Mittelgrund kommt die Bleistiftzeichnung Vom Blitz getroffene Weide vom 14. März 1812 infrage. Für das verfallene Grabmal fertigte der Maler eine genaue Konstruktionszeichnung an, die verschollen ist.

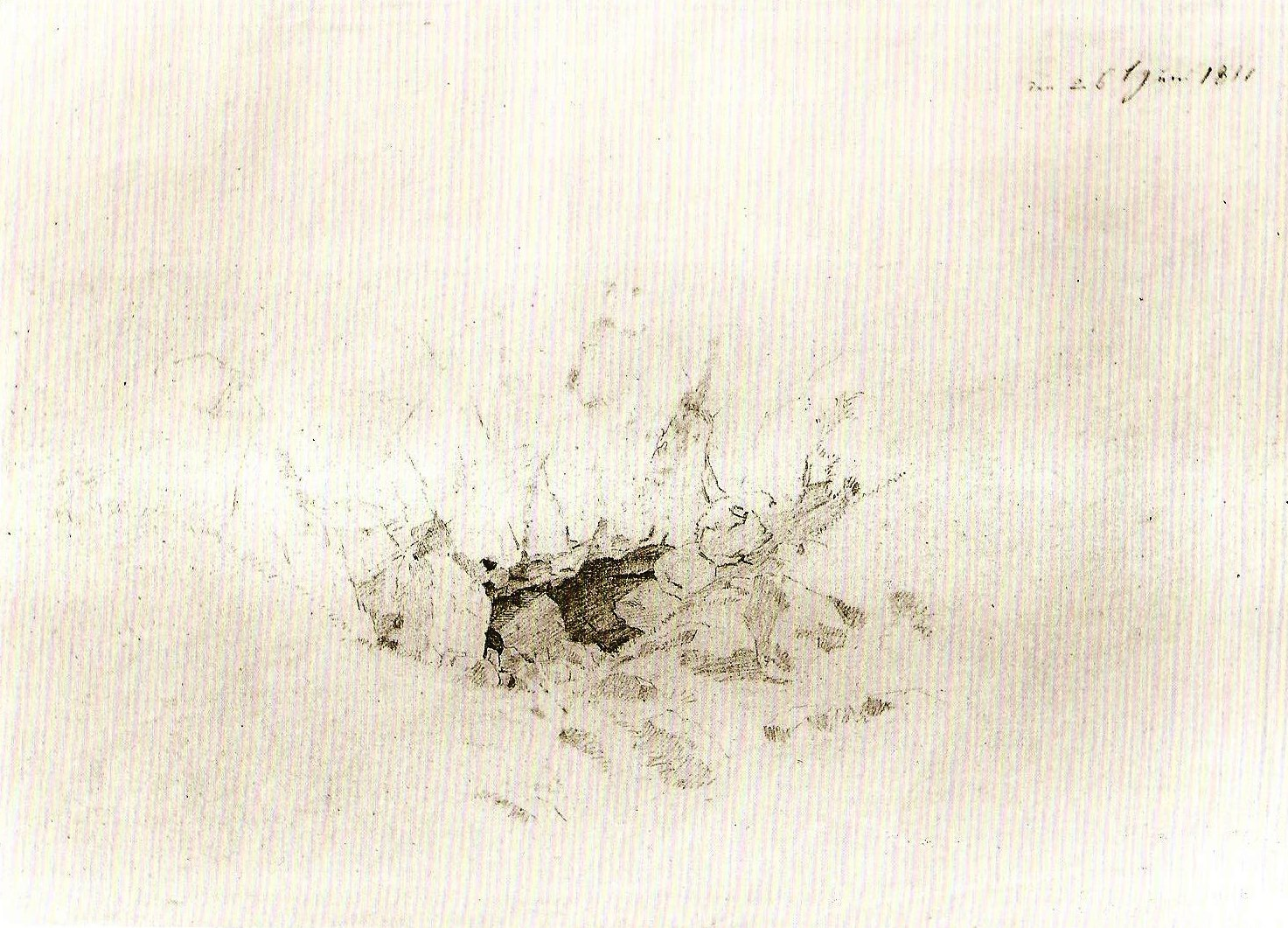
Caspar David Friedrich: Felshöhle, 1811
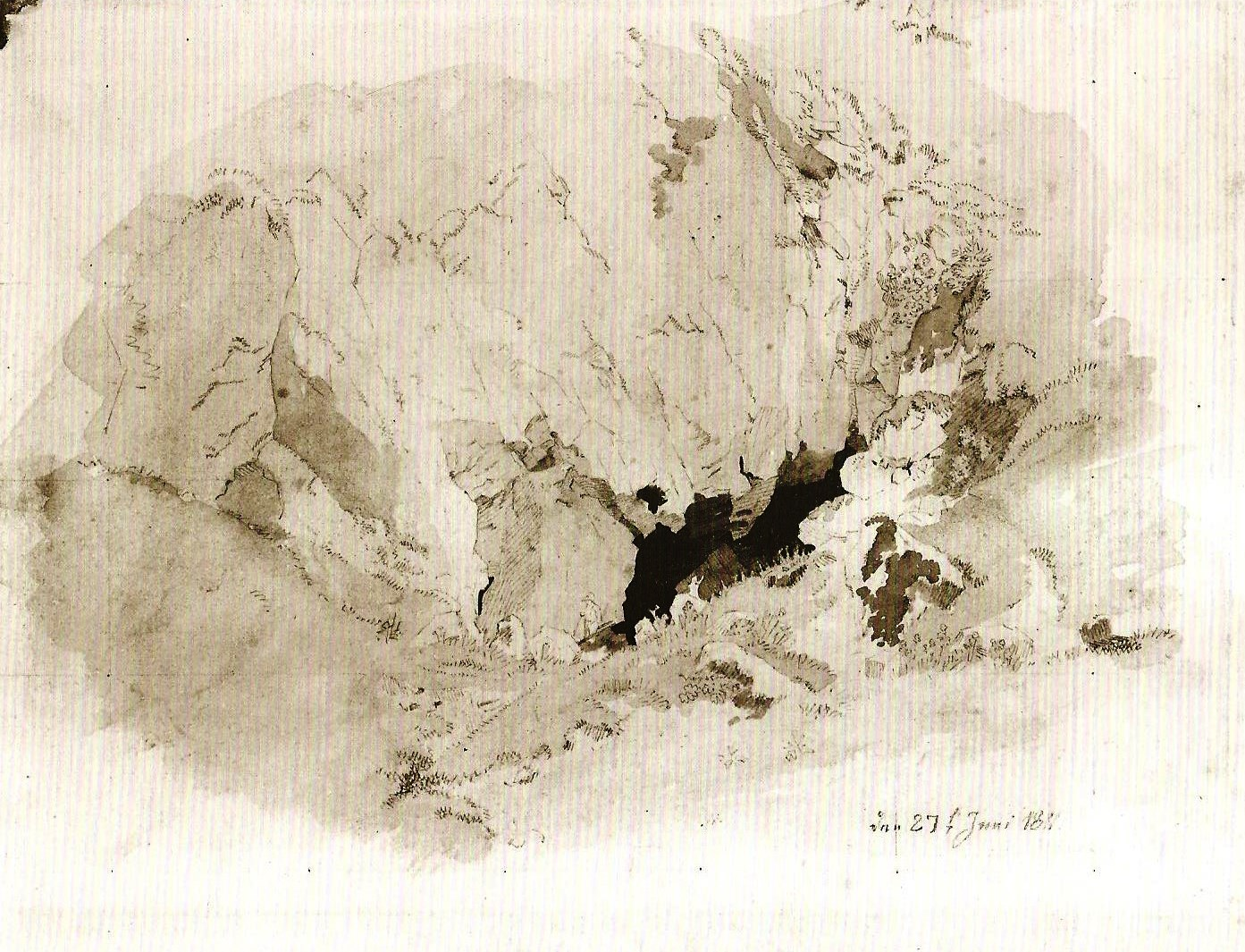
Caspar David Friedrich: Studie zur Felsenschlucht, 1811
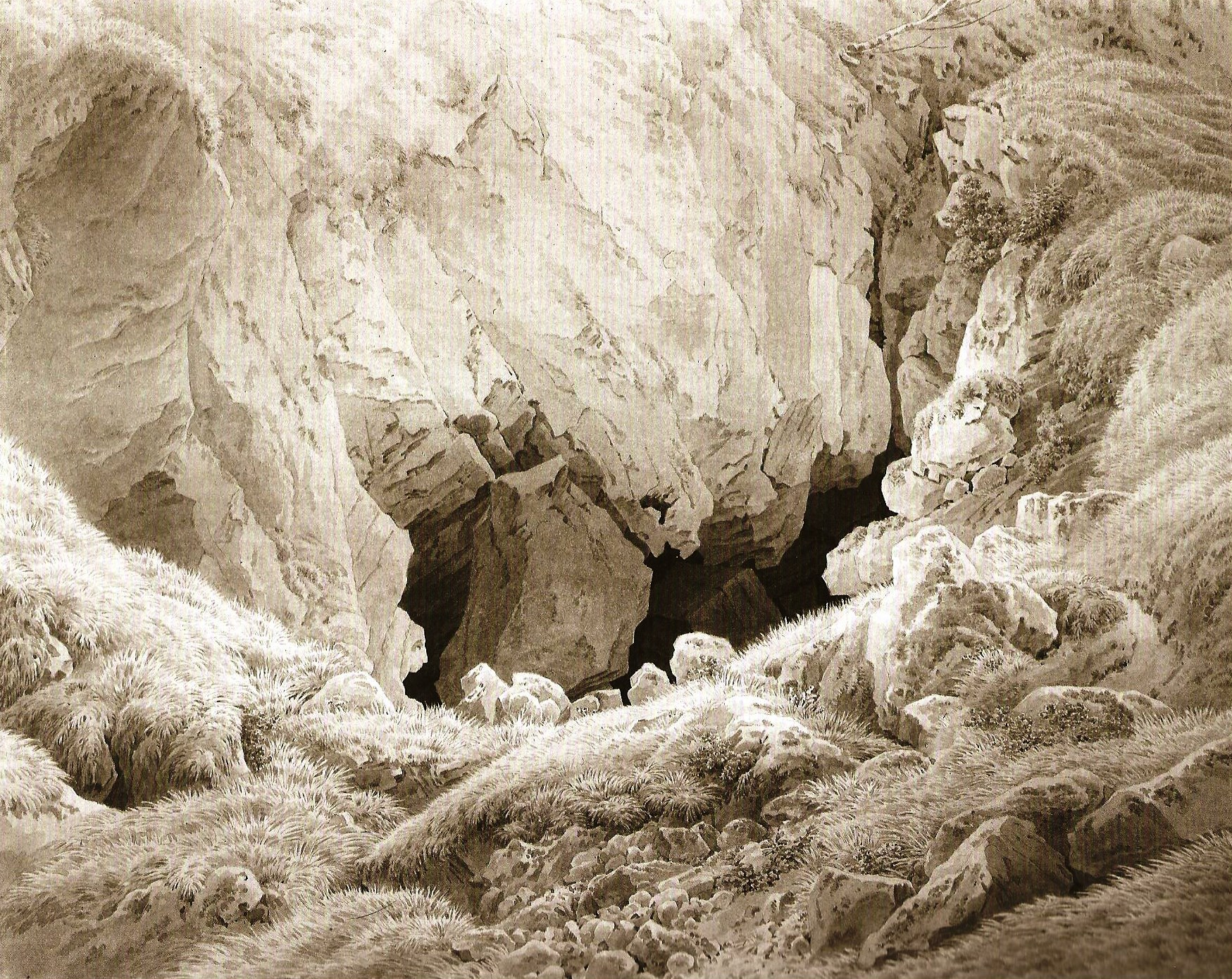
Caspar David Friedrich: Harzhöhle, um 1811
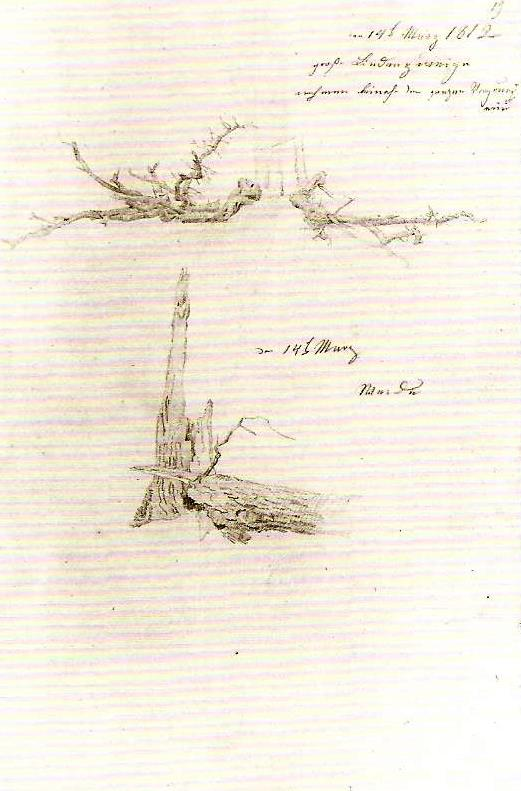
Caspar David Friedrich: Vom Blitz getroffene Weide, 1812
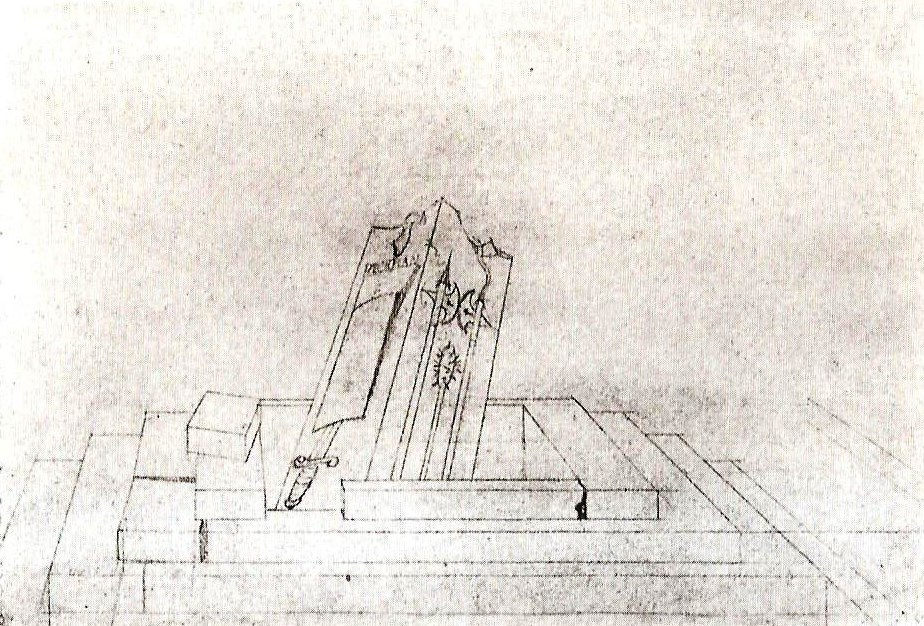
Caspar David Friedrich: Das Arminiusgrabmal, 1812

## Provenienz und Benennung
Friedrich hat das Gemälde zur Berliner Akademieausstellung im September 1812 eingesandt. Durch Alfred Lichtwark erworben wurde es 1908 für die Hamburger Kunsthalle von Louise Ahus aus Neubrandenburg. Der Name Grabmale alter Helden geht auf eine Besprechung der Berliner Ausstellung von 1812 zurück, ist aber sehr wahrscheinlich auch vom Maler gebraucht und wird so im Werkverzeichnis geführt. Die Hamburger Kunsthalle zeigt das Bild seit 1908 unter dem Titel Gräber gefallener Freiheitskrieger.

## Einordnung in das Gesamtwerk
Das Gemälde Grabmale alter Helden ist die erste Arbeit Friedrichs mit einer deutlichen politischen Aussage und das erste ausgesprochen patriotische Bild. Die Höhle mit Grabmal, die auf 1813/14 datiert wird, ist ebenso eine Weiterentwicklung des Bildgedankens wie die Felsenschlucht. Im antifranzösischen Kontext entstand im Sommer 1813 Der Chasseur im Walde und sicher auch 1823 Huttens Grab. Mit dem Bezug zu den Texten in Hirschfelds Theorie der Gartenkunst  sind die Grabmale alter Helden eine der frühen „Gartenlandschaften“. Dabei steht aber nicht die Konstruktion der Landschaft, sondern Hirschfelds antifeudale Attitüde im Vordergrund, Gärten als Orte für bürgerlich patriotische Denkmale zu inszenieren.

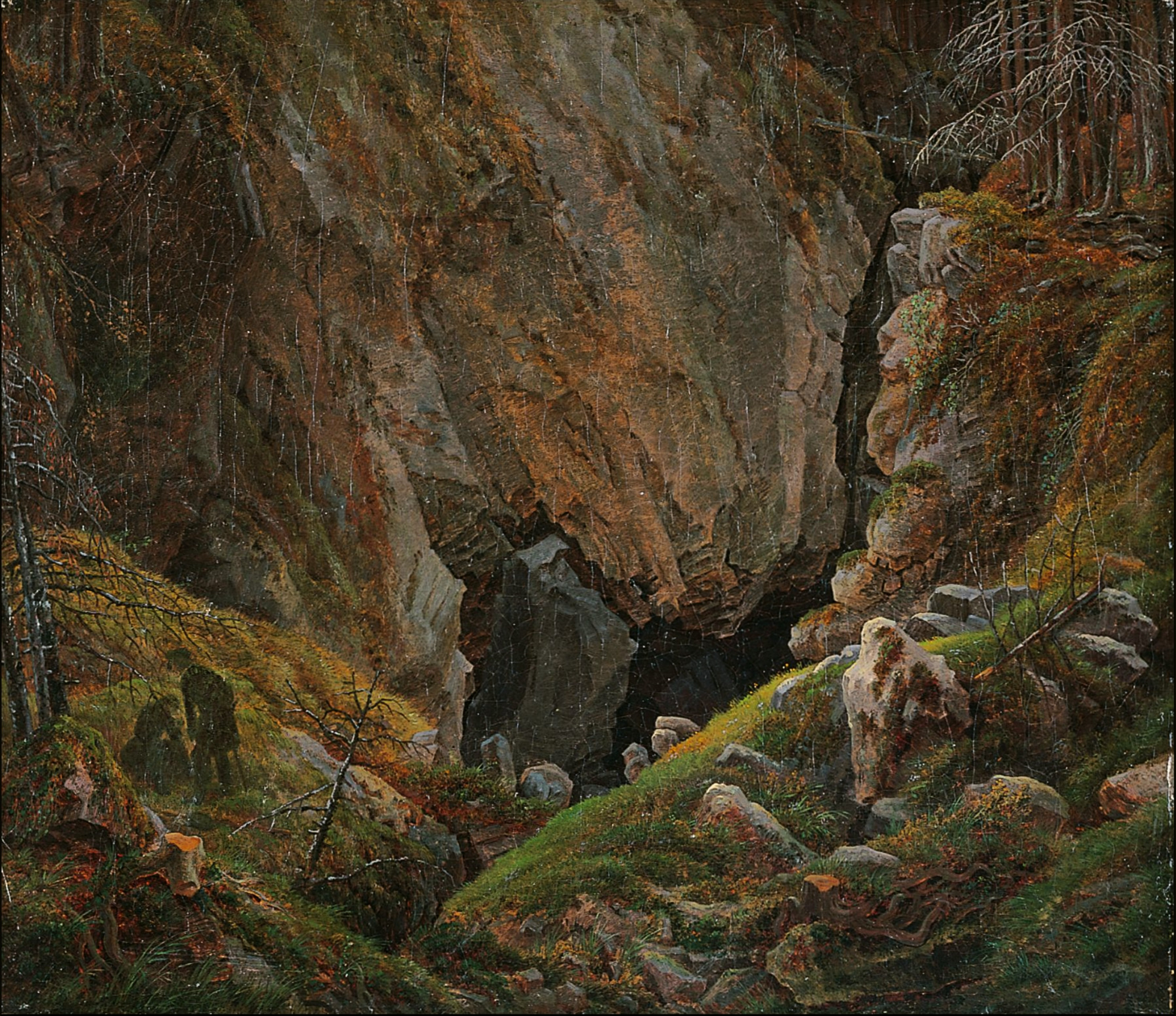
Caspar David Friedrich: Felsenschlucht, um 1811
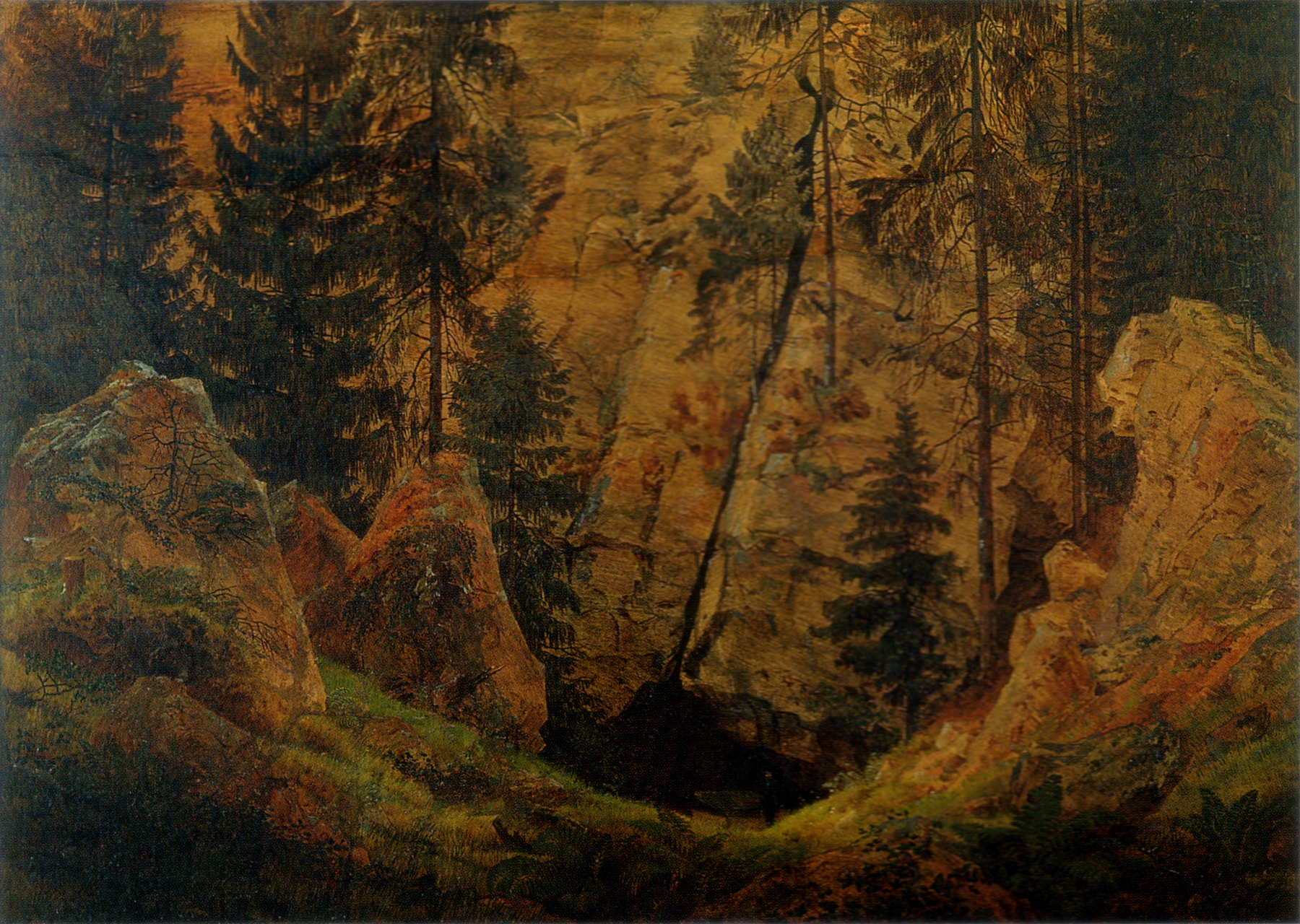
Caspar David Friedrich: Felsental (Das Grab des Arminius) (um 1813)
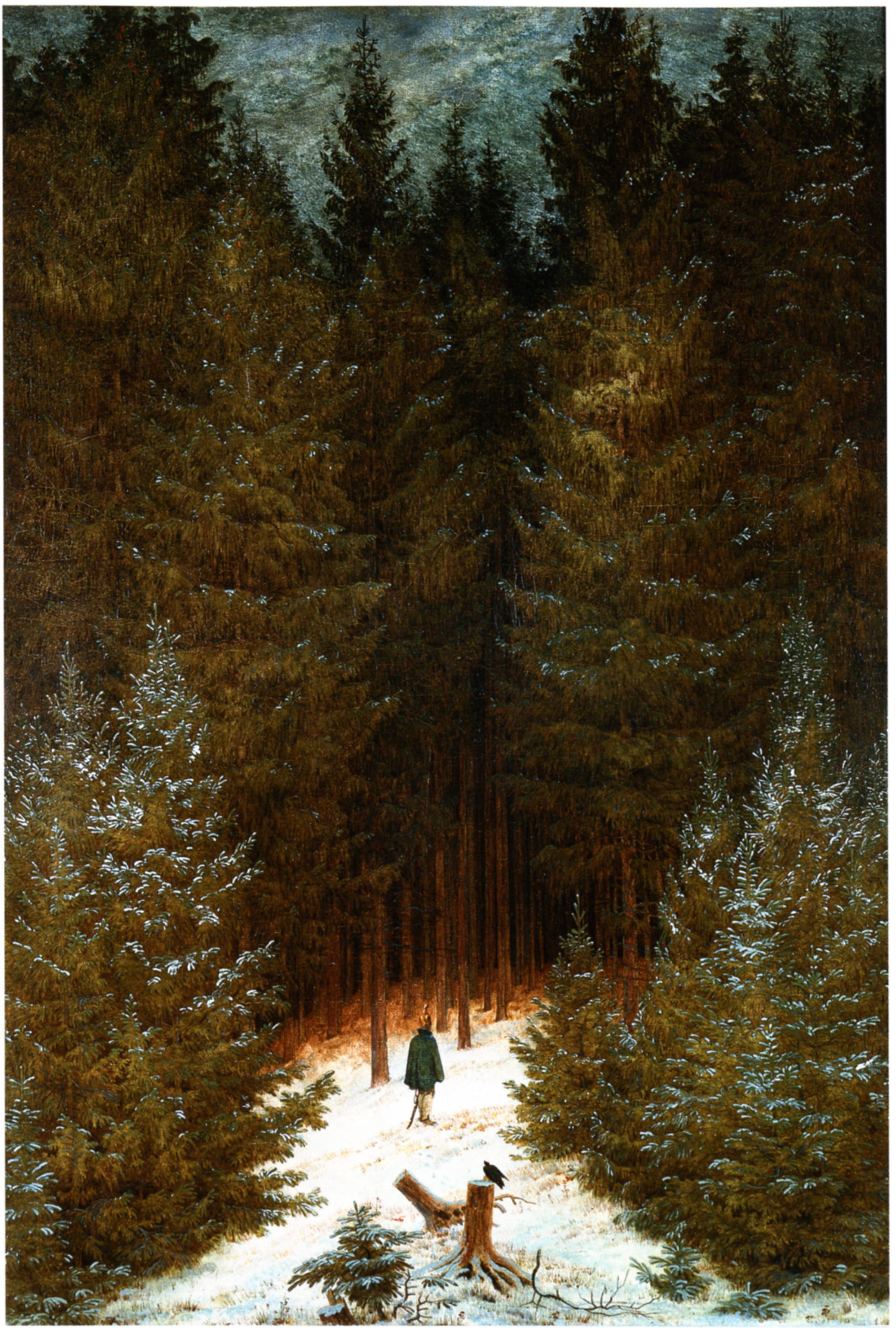
Caspar David Friedrich: Der Chasseur im Walde, 1814
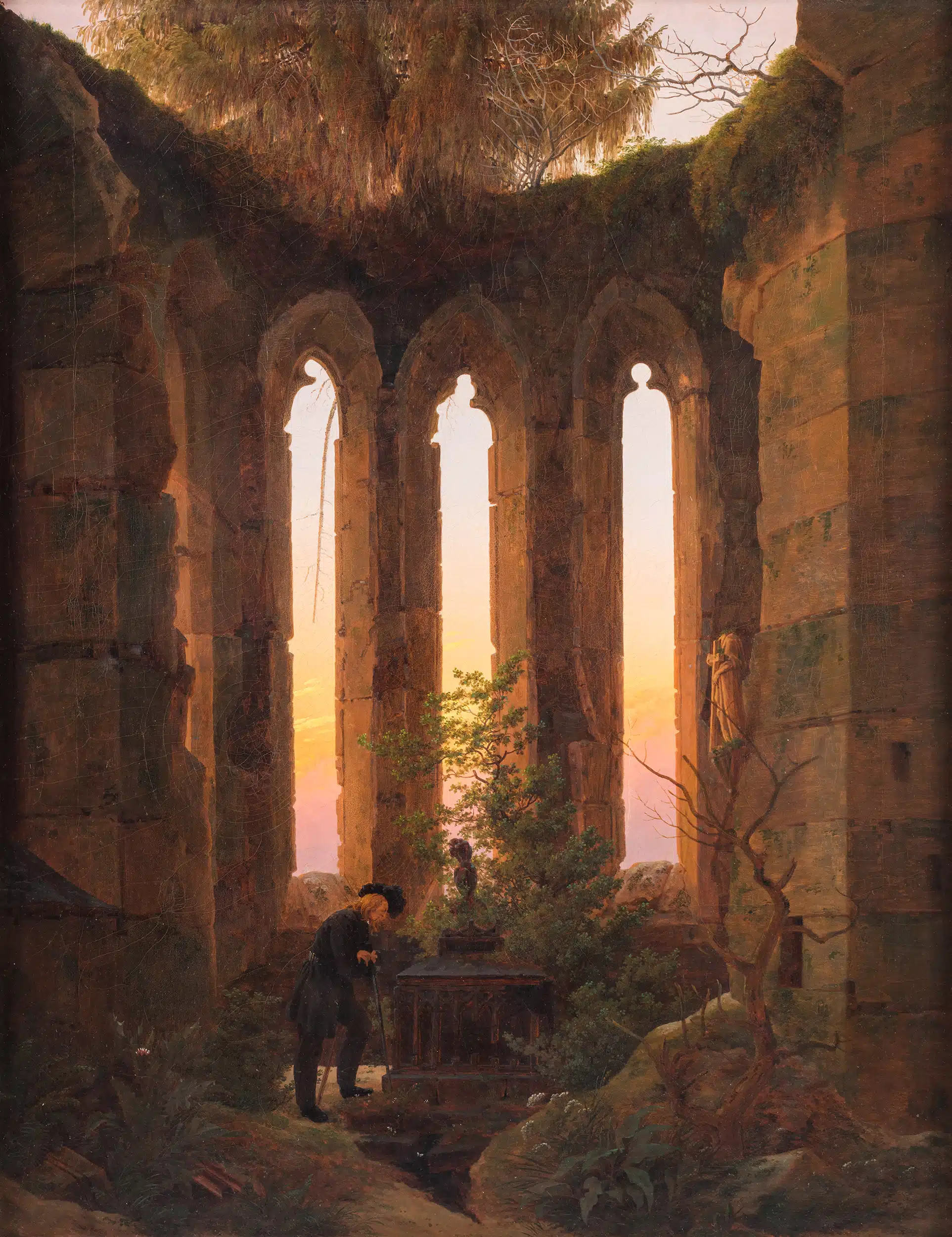
Caspar David Friedrich: Huttens Grab, 1823

## Rezeption
Die Grabmale alter Helden wurden in der Geschichte immer auch unter dem Gesichtspunkt von Geschichtspolitik interpretiert. Der Rezensent der Berliner Ausstellung von 1812, die unter französischer Besatzung stattfand, will überhaupt keine politische Absicht erkannt haben: „Des Künstlers Idee tritt verworren und deutlich an die Seele des Betrachters; so widersprechend dies auch klingt, Worte gebe dem Bild der Künstler einmal selbst.“ Zur Patriotischen Ausstellung in Dresden 1814 nach der Befreiung von der französischen Besatzung wollte man mehr von einer solchen Art Landschaftsmalerei sehen, „die die Britten the monumental landscape nennen“: „[…] vor allem zwei geistreich gedachte von unserem gefühlvollen Landschaftsmaler Friedrich, den Zugang zu einer Grotte in romantischen Felsklüften vorstellend, vor welcher dem befreienden Genius und den Kaempfern fürs Vaterland ein Denkstein errichtet ist.“
In der Zeit des Nationalsozialismus wurden Friedrichs patriotische Bilder ideologisch derart vereinnahmt, dass die politischen Ansätze in den Bildern soweit es ging übertrieben dargestellt wurden.

„Friedrich gewinnt aus der politischen Kampfstellung starke künstlerische Anregungen und schafft als einziger damit überhaupt eine neue Bildgattung, die der politischen Symbolik. Welche revolutionäre Bedeutung innerhalb der Malerei dieser Tat beigemessen werden muss, können wir gerade von der Jetztzeit her begreifen.“

Bei der Deutung der Abkürzungen F.A.K. ordneten renommierten Kunsthistorikern wie Kurt Karl Eberlein mit genauer Kenntnis der Quellenlage die Buchstaben den in den Befreiungskriegen 1813/14 gefallenen Helden zu und nannten in den Texten den Entstehungszeitraum des Bildes nicht oder verschoben die Datierung.
In der Bundesrepublik rückte im Nachgang der achtundsechziger Bewegung und deren antinationalen Haltung bei der Beurteilung von Friedrichs patriotischen Bildern das „Deutschtum“ des Malers und „seine Beziehungen zu den neudeutschen Eiferern wie Ernst Moritz Arndt, […] und dem urtümlichen Turnvater Friedrich Ludwig Jahn […]“ in den Vordergrund. Nach Jens Christian Jensen habe das Eintreten für die Sache der Deutschen im Kampf gegen Napoleon bei Friedrich zur Einengung seines Kunsthorizontes beigetragen.